# ماجستير

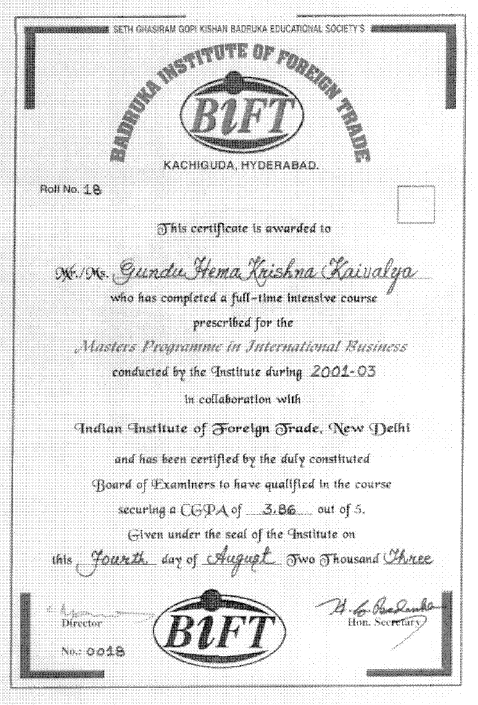
درجة الدبلوم والماجستير باللغة الانجليزية من الهند.

شهادة الماجستير أو الإِجَازَة (بالإنجليزية: Master's) (باللاتينية: Magister) وتعادل في التعليم المغربي المستوحى من النظام الفرنسي الدراسات المعمقة - هي درجة أكاديمية خاصة بالدراسات العليا الجامعية تمنح بعد مدة دراسة محددة قد يطلب في نهايتها بحثا تبعا لنظام الجامعة المانحة للشهادة. بعد الحصول على شهادة البكالوريوس غالبا وبعض الدول كبريطانيا يمكنها حساب الخبرة العملية بديلا عن البكالوريوس[بحاجة لمصدر].

## التطور التاريخي

### من العصور الوسطى وحتى القرن الثامن عشر
يعود تاريخ درجة الماجستير إلى الجامعات الأوروبية، حيث صدر مرسوم بابويّ في عام 1233 يقضي بأنه يجب السماح لأي شخص يُقبَل في درجة الماجستير في جامعة تولوز، بالتدريس بحريّة في أي جامعة أخرى. كان المعنى الأصلي لدرجة الماجستير هو أن الشخص الذي قُبِل في رتبة (درجة) الماجستير (أي مدرّس) في إحدى الجامعات يجب قبوله في ذات الرتبة في جامعات أخرى. عُرف هذا المبدأ رسميًا باسم licentia docendī (رخصة التدريس). لم يُميَّز بين الماجستير والدكتوراه في الأصل، ولكن مع حلول القرن الخامس عشر أصبح من المعتاد في الجامعات الإنجليزية الإشارة إلى المعلمين في الكليات الدنيا (الآداب والقواعد) باسم الماجستير، وأولئك في الكليات العليا باسم الدكاترة. مُنحت درجة البكالوريوس في الآداب (BA) بدايةً، لدراسة العلوم الثلاثية وماجستير الآداب (MA) لدراسة العلوم الرباعية.
تمثّل نمط الدرجات العلمية منذ أواخر العصور الوسطى وحتى القرن التاسع عشر في الحصول على درجة البكالوريوس والماجستير في الكليات الدنيا، وعلى درجة البكالوريوس والدكتوراه في الكليات العليا. مُنحت درجات الماجستير الأولى (ماجستير أرتيوم، أو ماجستير الآداب) في جامعة هارفارد في الولايات المتحدة بعد تأسيسها بفترة وجيزة. وفي إسكتلندا، تطورت جامعات ما قبل الإصلاح (سانت أندروز، وغلاسكو، وأبردين) بحيث أصبحت درجة الماجستير الإسكتلندية شهادتها الأولى، بينما في أكسفورد وكامبريدج وكلية ترينيتي في دبلن، مُنحت درجة الماجستير لخريجي البكالوريوس من دون مزيد من الامتحانات منذ أواخر القرن السابع عشر، وكان الغرض الرئيس منها هو منح العضوية الكاملة في الجامعة. اشترطت لوائح عام 1700 في جامعة هارفارد، أن يجتاز المرشحون امتحانًا عامًا للحصول على درجة الماجستير، ولكن مع حلول عام 1835 مُنحت هذه الدرجة بعد ثلاث سنوات من الحصول على درجة البكالوريوس على غرار جامعة أوكسبريدج (أكسفورد وكامبريدج).

### القرن التاسع عشر
شهد القرن التاسع عشر توسعًا كبيرًا في تنوّع شهادات الماجستير المطروحة. فكانت درجة الماجستير الوحيدة في بداية القرن هي درجة الماجستير في الجراحة ومُنحت عادةً من دون أي دراسة أو امتحان إضافي. استحدثت جامعة غلاسكو درجة الماجستير في الجراحة في عام 1815. ومع حلول عام 1861، اعتُمدت في جميع أنحاء إسكتلندا، بالإضافة إلى كامبريدج ودورهام في إنجلترا وجامعة دبلن في أيرلندا. وحين تأسست كلية فيلادلفيا للجراحين في عام 1870، منحت هي الأخرى درجة الماجستير في الجراحة، «كما هو الحال في أوروبا».
حافظت إدنبرة في إسكتلندا على نظام منفصل لشهادتي البكالوريوس والماجستير حتى منتصف القرن التاسع عشر، على الرغم من وجود شكوك كبيرة حول جودة الشهادات الإسكتلندية في تلك الفترة. وفي عام 1832، صرّح اللورد بروغهام، المستشار اللورد وخريج جامعة إدنبرة، لمجلس اللوردات بأنه: «منحت الجامعات في إنجلترا، الشهادات بعد فترة إقامة طويلة وجهد كبير، وإن لم تكن شهادات الماجستير صارمة من جميع النواحي كما تقتضي قوانين الجامعات، فلا يمكن القول إن شهادات الماجستير في الآداب قد أُوجدت في أكسفورد وكامبريدج كما هو الحال في إسكتلندا، من دون أي إقامة أو أي نوع من الامتحانات. ففي إسكتلندا، كانت جميع قوانين الجامعات التي فرضت شروطًا على منح الشهادات حبرًا على ورق».
أُعيد تقديم امتحانات منفصلة لدرجة الماجستير في إنجلترا في عام 1837 في جامعة درم التي أُنشئت حديثًا (على الرغم من أنه، كما هو الحال في الجامعات الإنجليزية القديمة، كان هذا لمنح العضوية الكاملة)، وتبعتها على نحو مماثل في عام 1840 جامعة لندن الجديدة التي كانت مخوّلة بموجب ميثاقها منح الشهادات عن طريق الامتحان. لكن مع حلول منتصف القرن، أصبحت درجة الماجستير كشهادة ثانية مفحوصة مهددة مرة أخرى، حيث تحوّلت جامعة دورهام إلى منحها تلقائيًا لأولئك الذين حصلوا على مرتبة الشرف في درجة البكالوريوس في عام 1857، على غرار درجة الماجستير في أكسفورد وكامبريدج، وتبعت إدنبرة الجامعات الإسكتلندية الأخرى في منح درجة الماجستير كدرجة أولى بدلًا من درجة البكالوريوس منذ عام 1858. وفي الوقت ذاته، كان يجري إنشاء جامعات جديدة في مختلف أنحاء الإمبراطورية البريطانية آنذاك على غرار لندن، بما في ذلك امتحانات لنيل شهادة الماجستير: جامعة سيدني في أستراليا وجامعة الملكة في أيرلندا في عام 1850، وجامعات بومباي (جامعة مومباي الآن) مِدْراس وكلكتا في الهند في عام 1857.
بدأ إحياء شهادات الماجستير كمؤهل يُشترط فيه إجراء امتحان في عام 1856 في جامعة نورث كارولاينا في الولايات المتحدة الأمريكية، تلتها جامعة ميشيغان في عام 1859، على الرغم من أن فكرة الماجستير كشهادة ثانية مكتسبة لم تكن ثابتة حتى سبعينيات القرن التاسع عشر إلى جانب درجة الدكتوراه كشهادة نهائية. كان من الممكن في بعض الأحيان، الحصول على درجة الماجستير إما عن طريق الامتحان أو عن طريق الأقدمية في المؤسسة ذاتها؛ على سبيل المثال، في ميشيغان، طُرح موضوع درجة الماجستير «خلال الدراسة» في عام 1848 ومُنحت آخر مرة في عام 1882، بينما طُرح موضوع درجة الماجستير «بشرط تقديم الامتحان» في عام 1859.
لعلّ أهمّ درجة ماجستير طُرحت في القرن التاسع عشر كانت ماجستير العلوم (MS في الولايات المتحدة، MSc في المملكة المتحدة). طُرح هذا البرنامج في جامعة ميشيغان وفق صيغتين في عام 1858: ماجستير «خلال الدراسة»، مُنح لأول مرة في عام 1859، وماجستير «بعد تقديم الامتحان»، مُنح لأول مرة في عام 1862. مُنح ماجستير «خلال الدراسة» آخر مرة في عام 1876. أما في بريطانيا، فقد تأخر إصدار هذه الشهادة. فحين استحدَثت لندن كلية العلوم في عام 1858، مُنحت الجامعة ميثاقًا جديدًا يُخوّلها «منح درجات البكالوريوس والماجستير والدكتوراه في الآداب والقانون والعلوم والطب والموسيقا»، لكن الدرجات التي منحتها في العلوم كانت بكالوريوس العلوم ودكتوراه العلوم. مُنحت الشهادتان ذاتهما، مع حذف درجة الماجستير، في إدنبرة، على الرغم من أن ماجستير الآداب هو الدرجة الجامعية القياسية في الآداب في إسكتلندا. وفي عام 1862، اقترحت لجنة ملكيّة أن تمنح جامعة دورهام درجات الماجستير في اللاهوت والعلوم ولكن لم تُسن توصياتها. وفي عام 1877، قدمت جامعة أكسفورد درجة الماجستير في العلوم الطبيعية، إلى جانب درجة البكالوريوس، لتكون جنبًا إلى جنب مع درجتي الماجستير والبكالوريوس وتُمنح للطلاب الذين حصلوا على درجاتهم في مدرسة الشرف للعلوم الطبيعية. في عام 1879، صدر قانون لإنشاء كلية العلوم الطبيعية في أكسفورد، ولكن في عام 1880، رُفض اقتراح لإعادة تسمية الدرجة إلى ماجستير العلوم إلى جانب اقتراح بمنح ماجستير العلوم الطبيعية درجة ماجستير الآداب، من أجل جعلهم أعضاء كاملين في الجامعة. يبدو أن هذا المخطط قد أُسقط بهدوء، حيث واصلت جامعة أكسفورد منح درجات البكالوريوس والماجستير في العلوم.
طُرحت درجة الماجستير في العلوم (MSc) أخيرًا في بريطانيا في عام 1878 في دورهام، وتلتها جامعة فيكتوريا الجديدة في عام 1881. وفي جامعة فيكتوريا، اتبعت درجة الماجستير في العلوم ودرجة الماجستير في الآداب نهج درجة الماجستير في دورهام في اشتراط إجراء امتحان إضافي لأولئك الذين يحملون درجة البكالوريوس العادية ولكن ليس لأولئك الذين يحملون مرتبة الشرف.

## خطوات الحصول على شهادة الماجستير
هناك شروط عدّة يجب أن تتحقّق للحصول على شهادة الماجستير وهي:
1. إتمام الدراسة الثانوية.
2. إتمام الدراسة الجامعيّة المنتظمة في الحصول على شهادة البكالوريوس أو ليسانس (ويجب أن تكون الجامعة مُعترفًا بها) مع الحصول على درجةٍ لا تقل عن الجيّد.
3. إتمام متطلّبات اللغة مثل: الحصول على اختبار توفل أو أيلتس الإنجليزيّة.
4. وبعدَ إتمام الشروط السابقة يحقّ للطالب التّقديم إلى رسالة الماجستير في موضوع معيّن يؤهّلهُ للإلتحاقِ بها.
5. يتم إتمام رسالة الماجستير في مدّة تتراوح بين سنة إلى سنتين (وهو الغالب) أو أكثر، حسب تفرغه للإنتظام في الدراسة.

## العناوين وأنواع الماجستير
درجة الماجستير يحصل عليها الطالب بعد حصوله على البكالوريوس؛ فهي درجة أعلى من البكالويوس وأقل من الدكتوراة.
هناك نوعان شائعان للماجستير:
1. درجة الماجستير في العلوم النظرية (التربية، الخدمة الاجتماعية، إلخ): (بالإنجليزية: Master of Arts، وتختصر إلى MA).
2. درجة الماجستير في العلوم العملية (الهندسة، الطب، الحاسب الآلي، إلخ): (بالإنجليزية: Master of Science، وتختصر بعدة طرق، منها M.Sc., MSc, M.Sci., M.Si., Sc.M., M.S., MSHS, MS, Mag., Mg., Mgr, S.M., SM).

ويشيع استخدام الاختصار MS للإشارة إلى شهادة ماجستير العلوم في الولايات المتحدة، بينما يستخدم الاختصار MSc لنفس الغرض في الدول الأوروبية ودول الكومنولث.
كما يوجد أيضًا ما يسمى في الولايات المتحدة الأمريكية بالدرجات العلمية الموسومة (بالإنجليزية: Tagged degrees)، وهي الدرجات العلمية التي يشار ضمن اسمها إلى فرع التخصص الذي مُنحت فيه الدرجة، ومن أمثلة هذه الدرجات:
- ماجستير إدارة الأعمال (بالإنجليزية: Master of Business Administration): ، وتختصر إلى MBA)
- ماجستير الإدارة العامة (بالإنجليزية: Master of Public Administration)، وتختصر إلى MPA)
- ماجستير القانون (بالإنجليزية: Master of Laws، وتختصر، من اللاتينية، إلى LL.M.)
- ماجستير الموسيقى (بالإنجليزية: Master of Music، وتختصر إلى M.M. أو M.Mus.)
- ماجستير الفنون الجميلة (بالإنجليزية: Master of Fine Arts، وتختصر إلى M.F.A.)
- ماجستير الصحة العامة (بالإنجليزية: Master of Public Health، وتختصر إلى M.P.H.)

### الشكل
الشروط التي يجب أن يراعيها الباحث في شكل وكتابة وصياغة وطباعة رسالته للماجستير
- أولاً: متطلبات عامة:

1. يبدأ كل قسم أو فصل في الرسالة من صفحه جديدة.
2. توضع في بداية كل فصل ورقة فاصلة ملونة: (أخضر/ أزرق فاتح/ أصفر)، يطبع عليها بالبنط العريض كلمة الفصل الأول أو الثاني، وهكذا.
3. يستخدم البنط الأسود في جميع العناوين الرئيسية والفرعية.
4. المسافة بين عنوان الفصل وبداية النص 3سم.
5. يُغفل تدوين الأرقام رسمًا، ولكن يُعد ضمن تسلسل الصفحات في حالتي صفحة عنوان الرسالة، وإذا توسط الصفحة عنوان رئيس.
6. يُراعى ترقيم الصفحات بشكل صحيح، والتأكد من تطابقها مع الفهارس، كما يجب التأكد من تطابق الهوامش مع أرقامها.
7. يدخل الباحث إلى رسالته فصلاً فصلاً حتى ينتهي منها، وتحمل فصول الرسالة والملاحق والملخص باللغة الأجنبية أرقامًا متسلسلة عربية (1، 2، 3،...).
8. على الباحث أن يراعي التوازن قدر الإمكان في تقسيم الرسالة، وذلك على النحو التالي:

- أ- التوازن في التقسيم الداخلي؛ من حيث عدد المباحث في كل فصل، فلا ينبغي أن يحتوي فصل ما على مبحثين، ويحتوي فصل آخر على خمسة مباحث.
- ب- التوازن في عدد صفحات كل فصل، فلا يجوز أن يحتوي فصل ما على عشر صفحات، ويحتوي فصل آخر على خمسين صفحة، إنما يفضل أن يكون عدد الصفحات متوازنًا، وليس من الضروري أن يكون نفس العدد.
- ج- التوازن في تسلسل العناوين الرئيسية والفرعية والتفريعات التفصيلية.

1. يفضل أن يعتمد الباحث على صفحات الإنترنت التي تنتهي بـ edu. أو org. أو gov. في الحصول على البيانات والمعلومات، باعتبارها جهات رسمية تحرص على دقة ما تنشره، أما المصادر الأخرى، فيجب التأكد من مصداقية مصادرها ودقتها.

تعتبر قائمة المحتويات الكشاف الأساس في الرسالة لتغطية جميع محتوياتها وأقسامها وتفريعاتها، من عناوين رئيسة وفرعية، وتشمل الفصول الرئيسة للرسالة، وأقسام الفصول المختلفة، ويجب أن يتطابق إملاء العناوين في قائمة المحتويات، مع إملائها في نصوص تلك العناوين في متن الرسالة.
يتم إعداد قائمة المحتويات كما يلي:
| الرقم | الموضوع                      | رقم الصفحة |
| ----- | ---------------------------- | ---------- |
| أ-    | الإهداء.                     |            |
| ب-    | الشكر والتقدير.              |            |
| ج-    | الملخص.                      |            |
| د-    | قائمة المحتويات.             |            |
| هـ-   | قائمة الجداول.               |            |
| و-    | قائمة الأشكال.               |            |
| ز-    | تعريف المختصرات.             |            |
|       | محتويات الرسالة:             |            |
| 1-    | الباب الأول                  |            |
|       | الفصل الأول.                 |            |
|       | الفصل الثاني.                |            |
|       | الفصل الثالث.                |            |
|       | الفصل الرابع.                |            |
| 2-    | الباب الثاني                 |            |
|       | الفصل الخامس.                |            |
|       | الفصل السادس.                |            |
|       | الفصل السابع.                |            |
|       | الفصل الثامن.                |            |
| 3-    | النتائج والمناقشة والتوصيات. |            |
| 4-    | المراجع                      |            |
| 5-    | قائمة الملاحق                |            |
| 6-    | الملخص باللغة الأجنبية       |            |

### مدة الدراسة
تختلف مدة دراسة الماجستير من دولة لأخرى، ومن جامعة لأخرى ولكن في الغالب تكون من سنة إلى سنتين وهذا هو النظام الأوروبي. في بعض الأنظمة، مثل تلك التي في الولايات المتحدة واليابان، درجة الماجستير تعتبر بدقة الدراسات العليا الدرجة الأكاديمية. ولا سيما في الولايات المتحدة، في بعض الحقول / البرامج، والعمل على الدكتوراه يبدأ مباشرة بعد درجة البكالوريوس،

### القبول
هناك شروط يجب توفرها في الطالب كي يلتحق أولاً بالجامعة ومن ثم الحصول على درجة الماجستير:
1. موافقة الجامعة أولًا. أغلب الجامعات تتطلب رسومًا مالية للدراسة.
2. حصول الطالب على درجة البكالوريوس أو الليسانس، وبعض الجامعات تتطلب معدلًا معينًا للقبول.
3. إكمال الساعات الدراسية المطلوبة للدرجة.
4. إكمال البحث أو المشروع المطلوب من قبل الجامعة.